# Église Saint-Saturnin de Nogent-sur-Marne
Pour les articles homonymes, voir Église Saint-Saturnin.
L'église Saint-Saturnin est une église bâtie au XIIe siècle à Nogent-sur-Marne, dans le Val-de-Marne. Son clocher a été classé monument historique par la liste de 1862.

## Localisation
| - OpenStreetMap L'église Saint-Saturnin, à Nogent-sur-Marne. |

L'église Saint-Saturnin est localisée dans le cœur de la commune de Nogent-sur-Marne, ville appartenant au département du Val-de-Marne, en région Île-de-France.
L'édifice religieux s'inscrit au centre d'un quadrilatère formé par la Grande-Rue-Charles-de-Gaulle, au nord ; la rue Edmond-Vitry à l'est ; la rue de l'Abbé-Guilleminault, au sud ; et enfin la rue Pasteur, à l'ouest. Par ailleurs, une voie de petite taille, l'impasse Jeanne-Marguerite, permet d'accéder à sa cour externe (ou parvis).
Enfin, le monument se place au sein de l'ancien fief devenu quartier et connu sous le toponyme des « Moineaux »,.

## Histoire

### Construction
Dans sa première phase de construction, au XIe  et première moitié du  XIIe siècle, seul le clocher du monument religieux est érigé. Ce premier élément d'architecture, puis l'ensemble de l'église, sont alors associés au saint patron Saturnin, premier évêque de Toulouse.
La majeure partie de l'église a été bâtie dans la seconde moitié du XIIe siècle, sur un fief appelé le « fief du Moyneau » (ou « Moineau »), lieu-dit également connu sous le nom de « Beaulieu » ou de « Garentières »,,. Ce hameau avait fait l'objet d'un don de la part d'Adam II de Beaumont-Gâtinais, l'un des seigneurs de Villemomble.
Antérieurement à la construction de l'édifice, au IXe siècle, ce domaine, ainsi que l'ensemble du bourg de Nogent appartenait à un vaste territoire paroissial dont l'administration relevait de la tutelle religieuse de l'Abbaye située sur l'actuelle commune de Saint-Maur-des-Fossés.
L'élévation et les premiers témoignages indiquant l'existence de l'église au cours du bas Moyen Âge, apparaissent, selon le prêtre et historien Jean Lebeuf, contemporains à ceux du château de Plaisance, ancienne résidence également localisée sur les terres nogentaises.
À sa mise en place, l'église se révèle alors être sous l'attribution du diocèse de Paris.

### Moyen Âge
À l'époque médiévale, pour les habitants de la paroisse de Nogent, au terme de la messe, une coutume consistait à boire jusqu'à la lie le vin produit localement et disponible dans l'église. Cette caractéristique, ou us, du rituel de fin de cérémonie, a été mise en évidence sous forme anecdotique par l'historien Arsène Houssaye (1814-1896) :

« Au Moyen Âge, sans doute que les moines en avaient donné l'exemple, ou pour se conformer au fils de Dieu, les Nogentais, après la communion pascale, buvaient à pleins verres dans l'église le vin du terroir ; et, quand ils étaient ivres, ils allaient en procession à Saint-Maur. »

— Arsène Houssaye, 1855, p. 107.

### Époque des lumières
En 1721, le financier Joseph Pâris Duverney, en remerciement de son accueil par la population nogentaise, fait don à l'église d'un autel,. Cette œuvre, qui se présente sous la forme d'un coffre en bois de 200 centimètres de long sur 80 de large, se révèle être d'un style dit « rocaille » — autrement dit : régence ou rococo —,.
L'année 1730 est marquée par la remise en l'état de la tour et de son beffroi. Cette campagne de travaux, visant à conserver l'intégrité du clocher de Saint-Saturnin, a été mise en évidence par un acte d'assemblée cléricale (ancien régime),.
Lors des événements survenus pendant la Révolution française, l'église subit d'importantes dégradations. Ultérieurement, le monument chrétien fait l'objet de travaux de restauration. Par ailleurs, certains éléments de son mobilier, tels que les parements liturgiques, et qui avaient été également endommagés sous le gouvernement de Robespierre, sont en grande partie renouvelés.

### Époques moderne et contemporaine

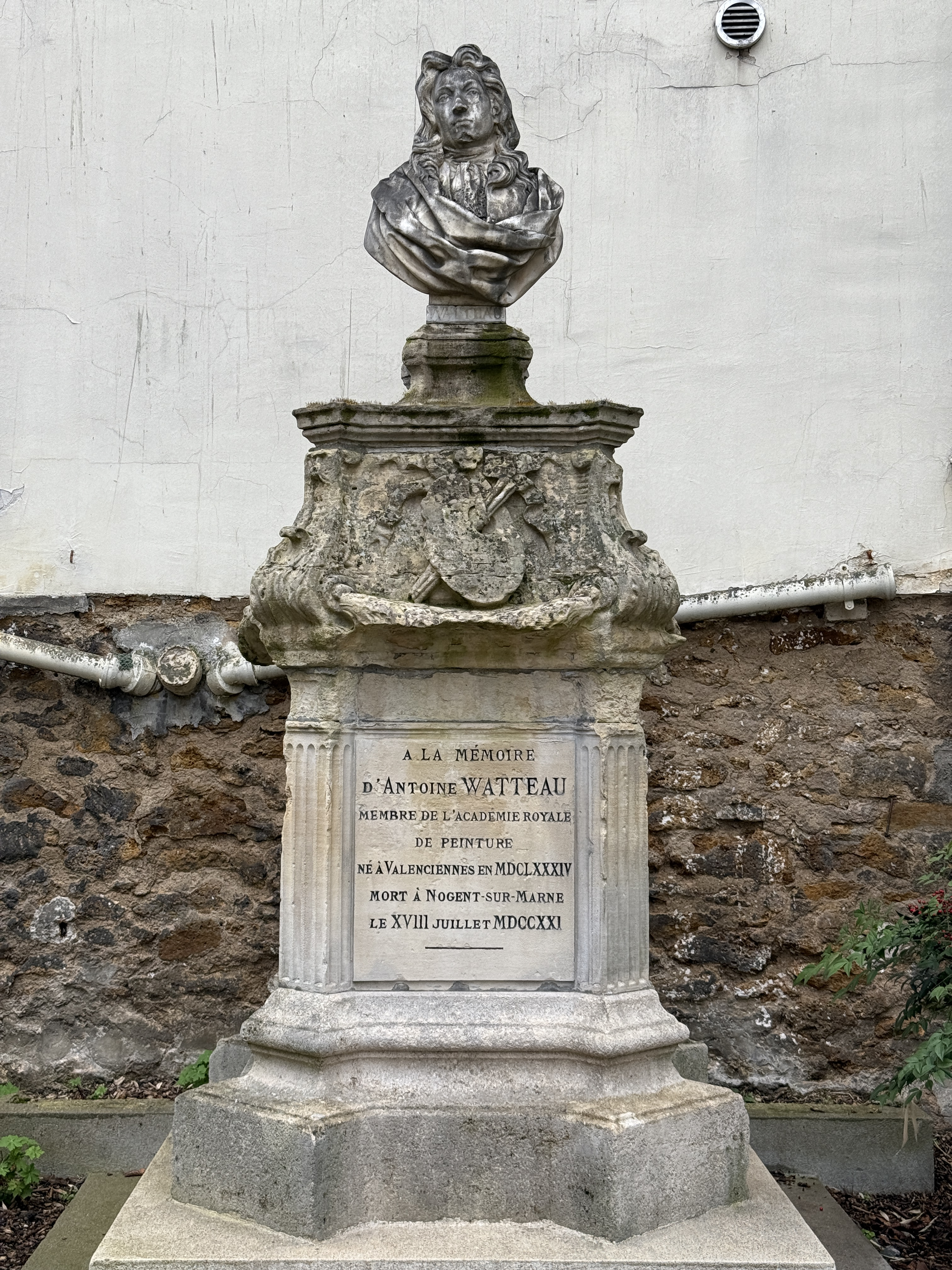
Monument commémoratif dédié à Antoine Watteau (1684-1721) sur le parvis de l'église.

En 1862, le clocher de l'église nogentaise bénéficie, grâce à une mesure prise par arrêté ministériel, d'un classement sur la liste des monuments historiques de France,.
Le 15 octobre 1865, un cénotaphe, élevé à la mémoire de l'artiste peintre Antoine Watteau (1684-1721), est inauguré dans l'enceinte de l'église Saint-Saturnin,,. Ce monument commémoratif, orné d'un buste en marbre par Louis Auvray et construit sous l'impulsion du conseil municipal nogentais de l'époque, se trouve sur le parvis de l'édifice religieux, à droite de son portail, à l'emplacement présumé de la fosse commune où sont jetés les restes du peintre à la suite de la profanation des tombeaux situés dans l'église lors de la Révolution de 1789,,. Plus de 130 ans après son érection, cette sculpture, ouvragée « à la française » et faite de marbre et de pierre calcaire, a bénéficié d'une inscription à l'inventaire général du patrimoine culturel le 16 février 1989,.
À la fin du XIXe siècle, une fresque murale est venue agrémenter l'intérieur de l'église. Toutefois cette peinture à vocation liturgique, exécutée en 1886, a été détruite en 1958. L'œuvre, dont une icône similaire est visible sur l'un des bas-relief de Notre-Dame d'Auteuil, dans le 16e arrondissement, figurait Monseigneur Guilbert, curé de cette basilique au cours XIIIe siècle, représenté à genoux et faisant don au Christ du Sacré-Cœur de Montmartre.

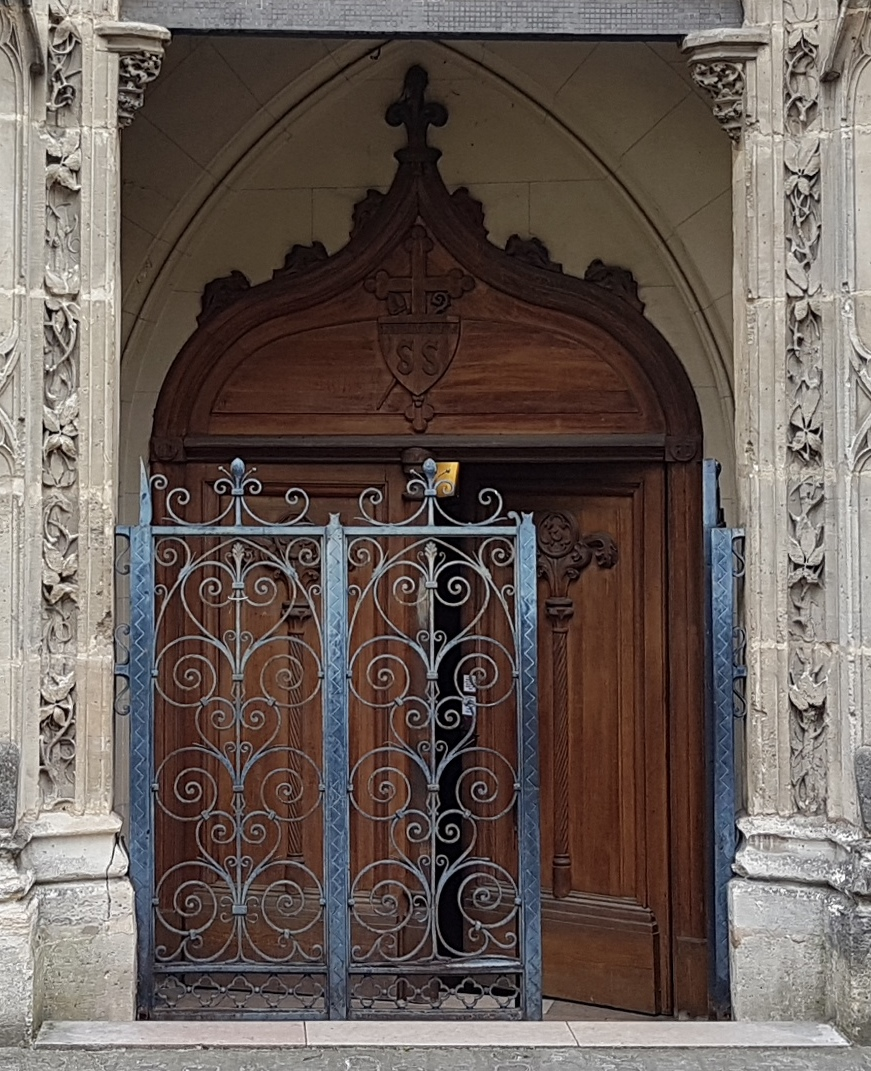
Le portail latéral

Le portail latéral gothique est un don comme le témoigne la plaque commémorative :

« Ce portail qui existait à Paris rue de Varenne, no 16, a été donné par Mesdames Smith Champion en souvenir de Madame Smith leur mère et réédifié ici en 1914 »

Ce portail était celui d'une chapelle du couvent des Récollettes situé à l'intersection des rues de Varenne et du Bac à Paris. La question s'est alors posée de savoir pourquoi les Récollettes installées rue du Bac en 1640 possédaient une chapelle décorée d'un portail de style gothique flamboyant. Selon l'auteur Léo Taxil (1854-1907), alors que l'ancienne église Saint-Sulpice de Paris faisait l'objet d'une destruction, la Fabrique, cherchant à valoriser ses biens, aurait probablement vendu la façade de ce monument religieux aux Récolettes. Pour Léo Taxil, cet événement se révèle coïncider avec la volonté de l'ordre monastique des Récolettes d'agrandir leur couvent, à partir de 1710.

## Description et architecture
L'église est pourvue, sur l'un de ses côtés, d'un clocher qui se présente sous la forme d'une tour de style roman. Cette structure d'aspect strictement quadrangulaire et dont la partie supérieure abrite le beffroi, est surplombée par une toiture munie d'une flèche qui a été façonnée au moyen d'un matériau pierreux,. Par ailleurs, le faîte du clocher est terminé par une girouette représentant un coq,.
La façade de l'édifice observe une architecture de type moderne.
La nef centrale dispose de 4 travées, dont les trois d'origine, construites lors de son élévation. La quatrième, venant augmenter la taille de son vaisseau, a été bâtie plus récemment. Il subsiste des indices visibles de cet agrandissement. Cette structure centrale est complétée par un chœur, lequel est pourvu, en son extrémité, de chevets plats à doubles travées.
Entre chacune de ces six travées s'incorpore une rangée de piliers munis de colonnettes. Ces dernières supportent les arcs-boutants, lesquels se développent en leur extrémité, au sein de la voûte, sous forme de croisée d'ogives.

Éléments architecturaux de l'église.
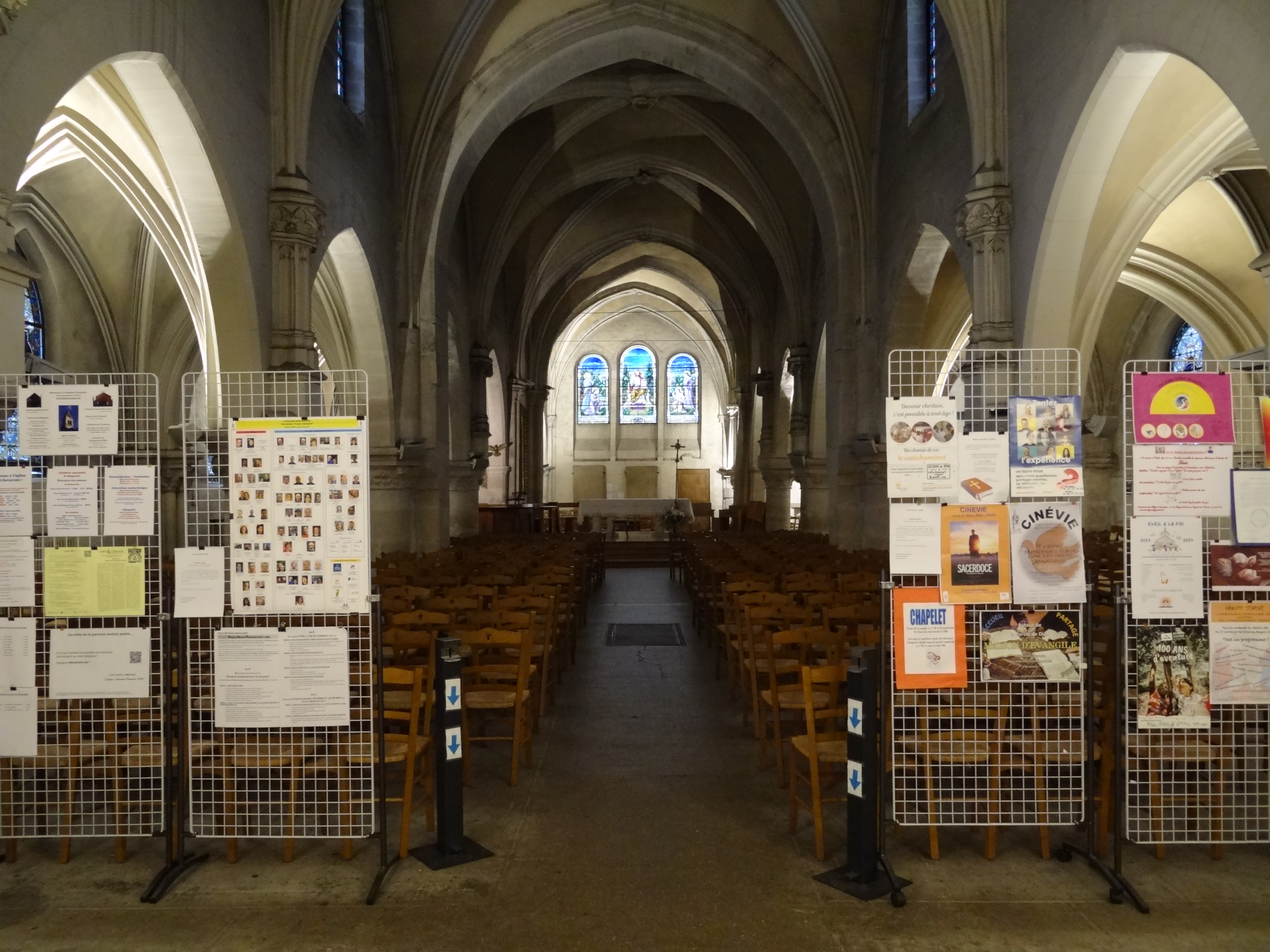
L'intérieur de l'église.
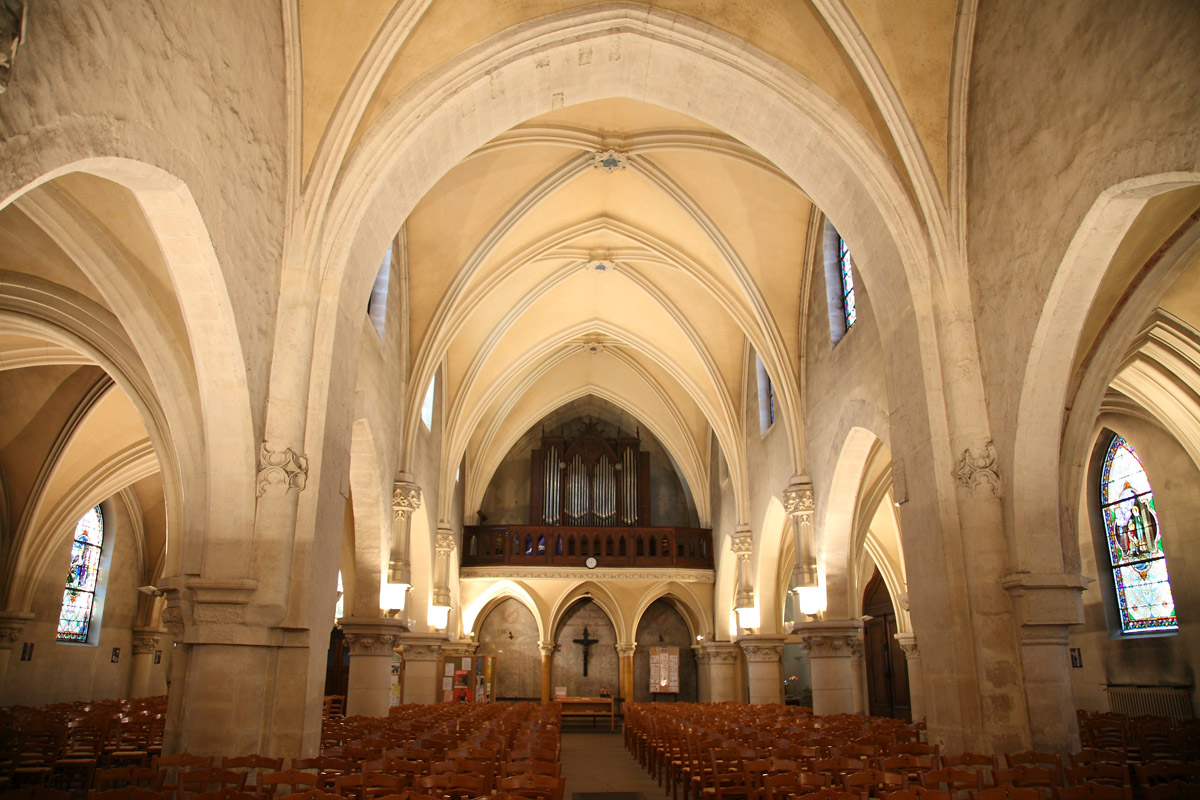
L'intérieur de l'église.
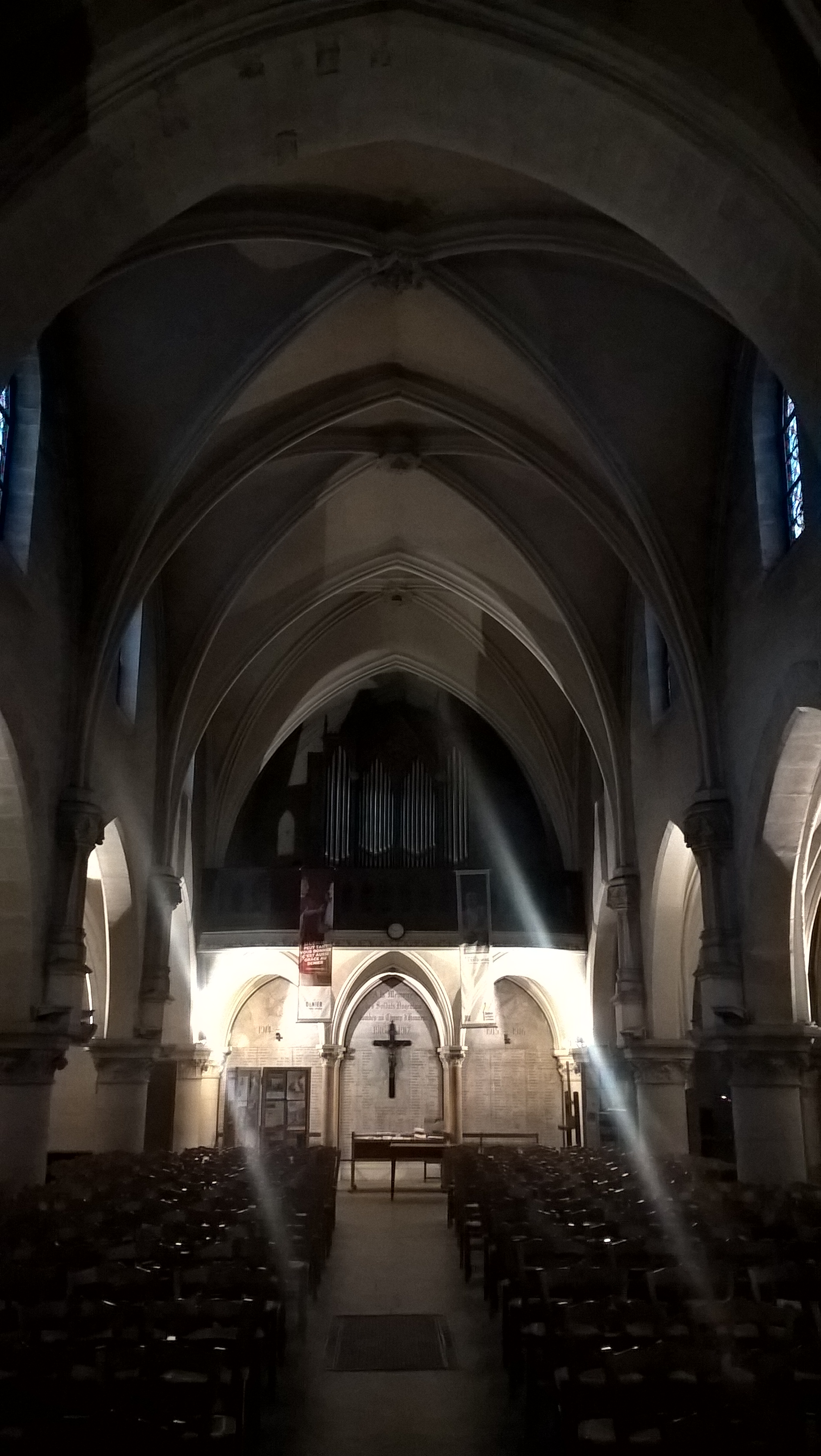
La Nef centrale.
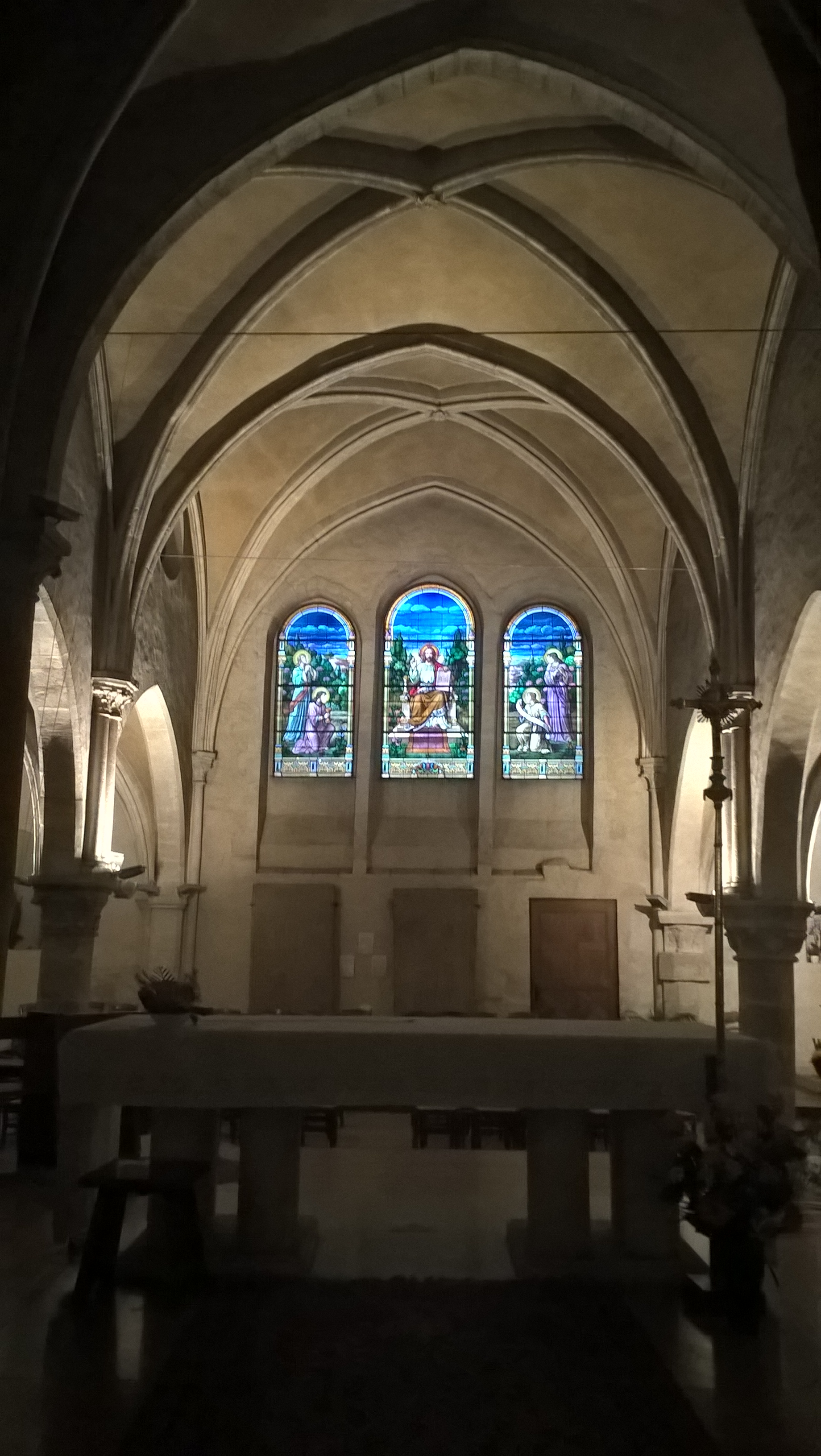
L'autel et le chœur, avec les trois vitraux au fond.
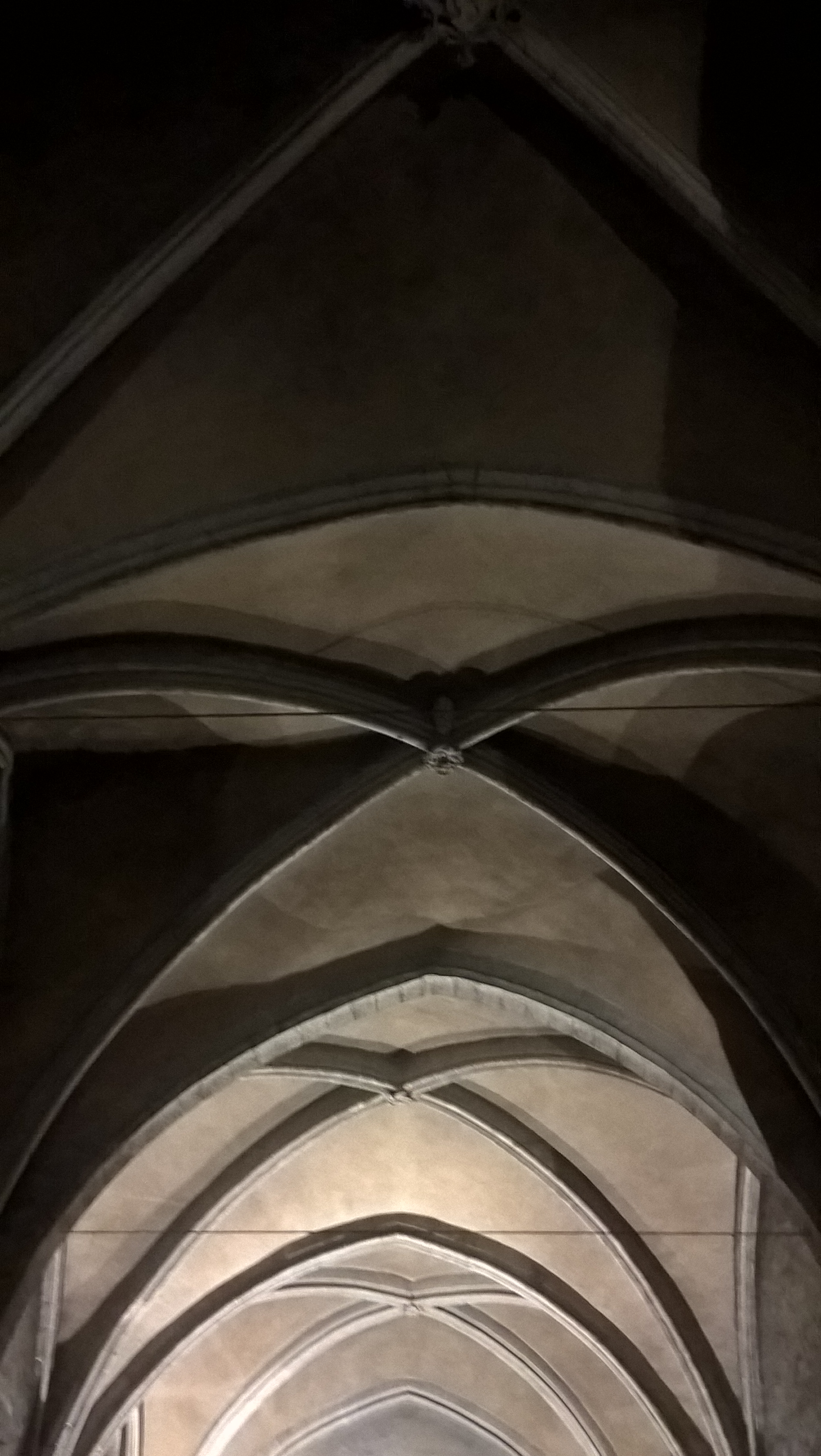
Le plafond en croisée d'ogives.
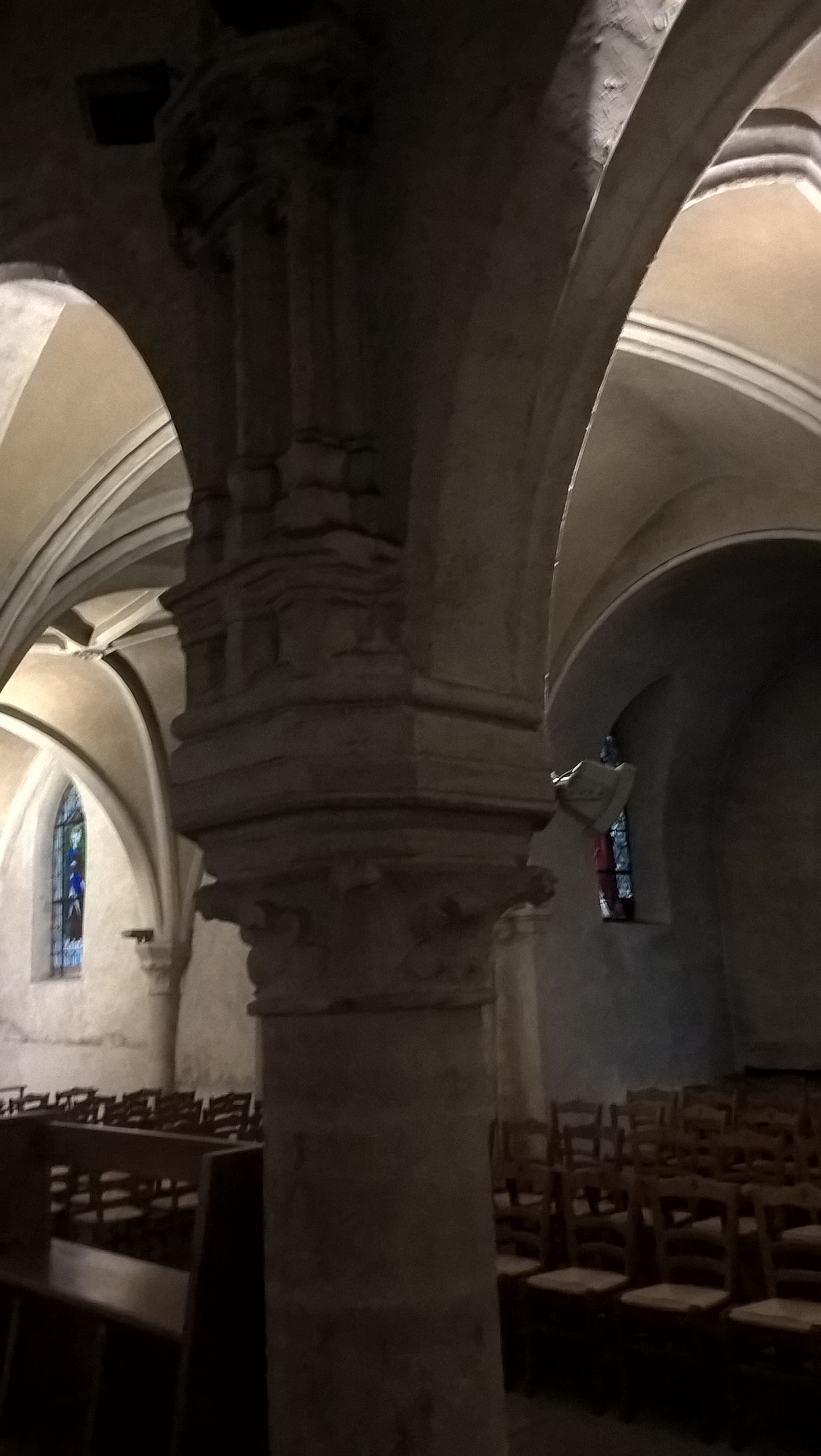
Détail de colonne
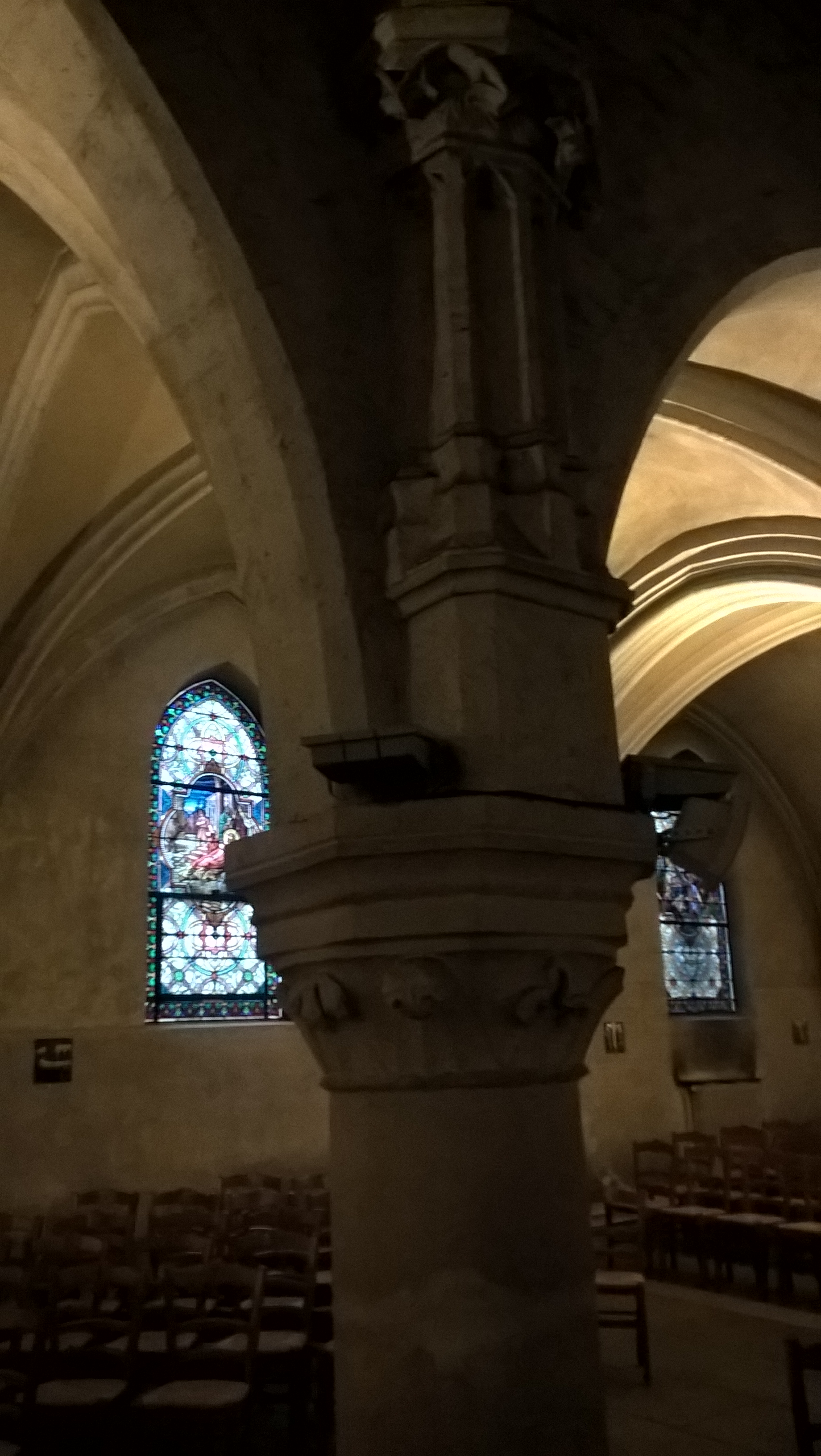
Id.

## Mobilier

### Autel de la Vierge
Cet autel secondaire, antérieurement connu sous le nom de l'« Autel de la Vierge » se présente sous la forme d'un coffre en bois de 200 centimètres de long sur 80 de large. Il possède un style dit « rocaille » — autrement dit : régence ou rococo —,. Cette œuvre, à destination religieuse est ornementé, à chacun de ses angles, d'angelots semblables à des amours. L'autel est en outre pourvu du blason appartenant à la famille des Pâris-Duerney. Sur ces armoiries est inscrit :

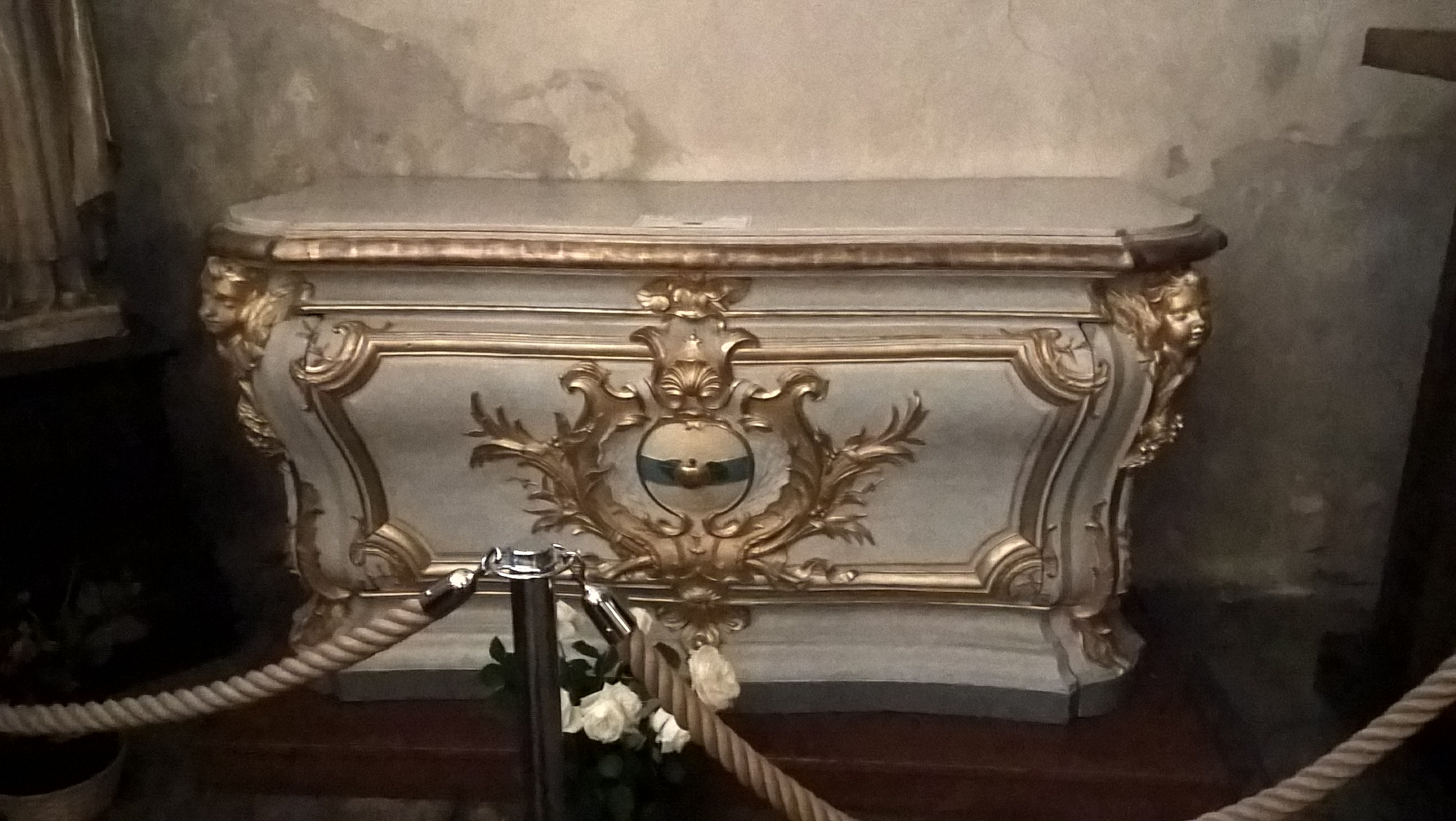
Autel dit de La Vierge, don fait par Joseph Pâris Duverney à l'église en 1721, situé à l'extrémité du transept gauche de la nef.

« D'or à la face d'azur, chargée d'une pomme des champs, tigée et feuillée de sinople »

— Simone Bonnafous et al., 2011, p. 43.

### Dalles funéraires
L'église comporte également trois dalles funéraires d'époque basse médiévales. Deux d'entre elles appartiennent au XIIIe siècle. Au sein du chœur de l'église Saint-Saturnin, à Nogent-sur-Marne, ont été retrouvés deux pavés, apparaissant sous forme de dalles, et dont les surfaces représentent pour l'une la « portraiture » de la sœur du chanoine Odon de Saint-Denis, et pour l'autre celle de Jehan de Plaisance, neveu de l'ecclésiaste. En outre, l'écuyer y est figuré vêtu de ses apparats de chevalier et la tête encadrée par deux anges.
La troisième dalle, connue sous le nom « Dalle des époux », a été confectionnée au cours du XVIIIe siècle. Le 19 novembre 1988, en raison de sa qualité d'exécution, de sa conservation et de sa valeur patrimoniale, cette œuvre a fait l'objet d'une inscription à l'inventaire générale des objets et monuments historiques.

Les dalles funéraires médiévales.
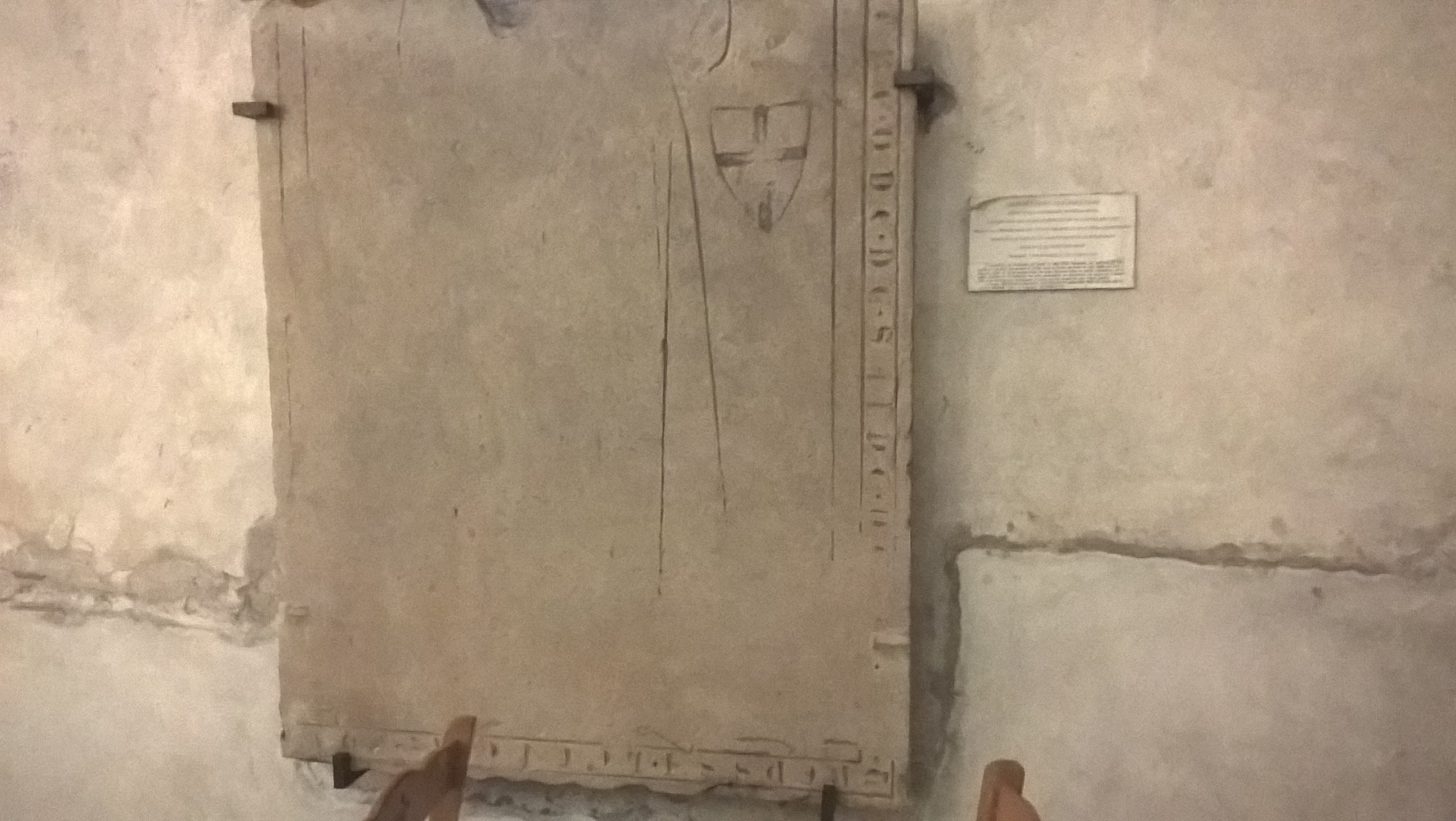
La dalle figurant Jehan de Plaisance.
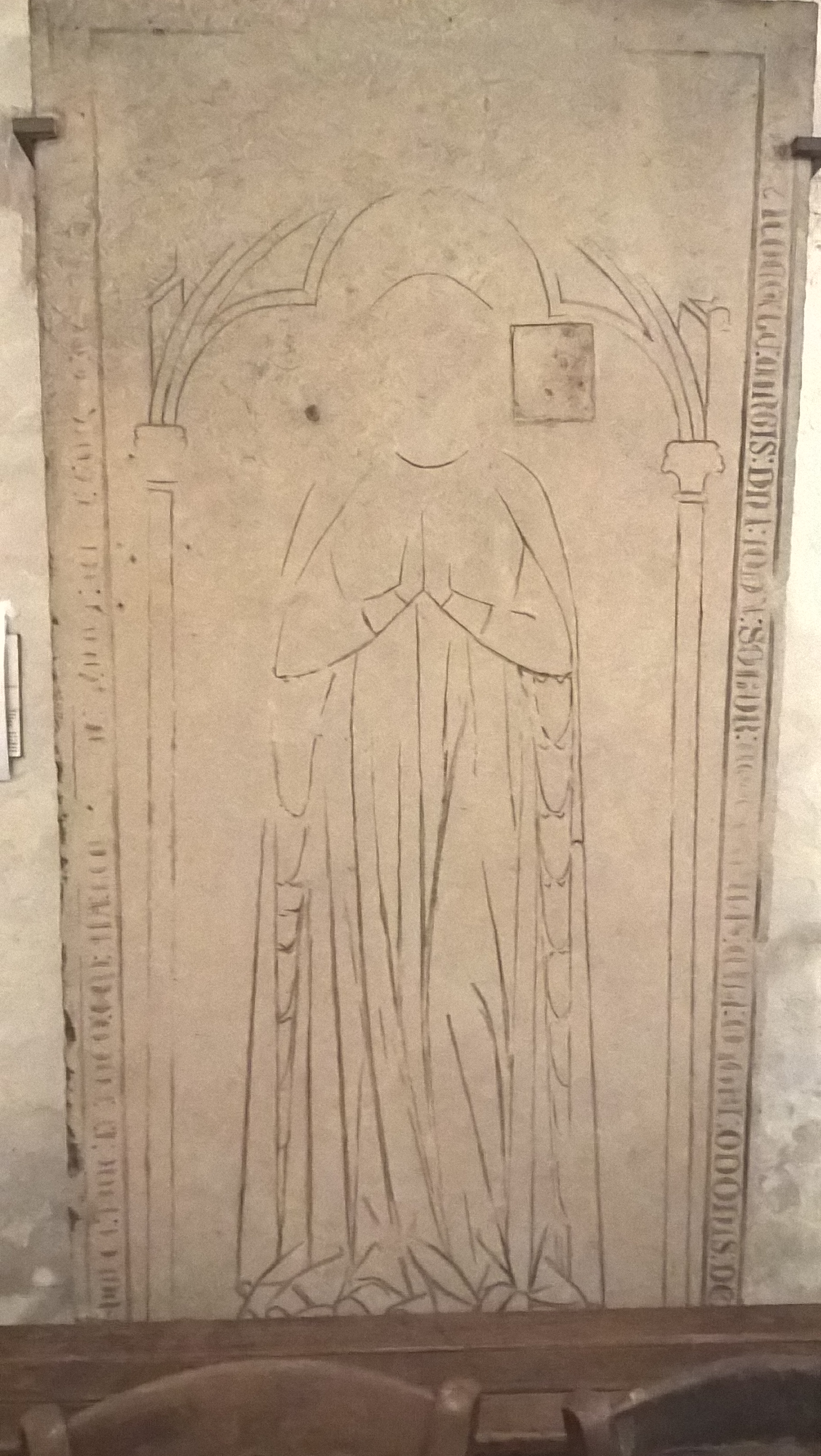
La dalle figurant sœur d'Odon de Saint-Denis.
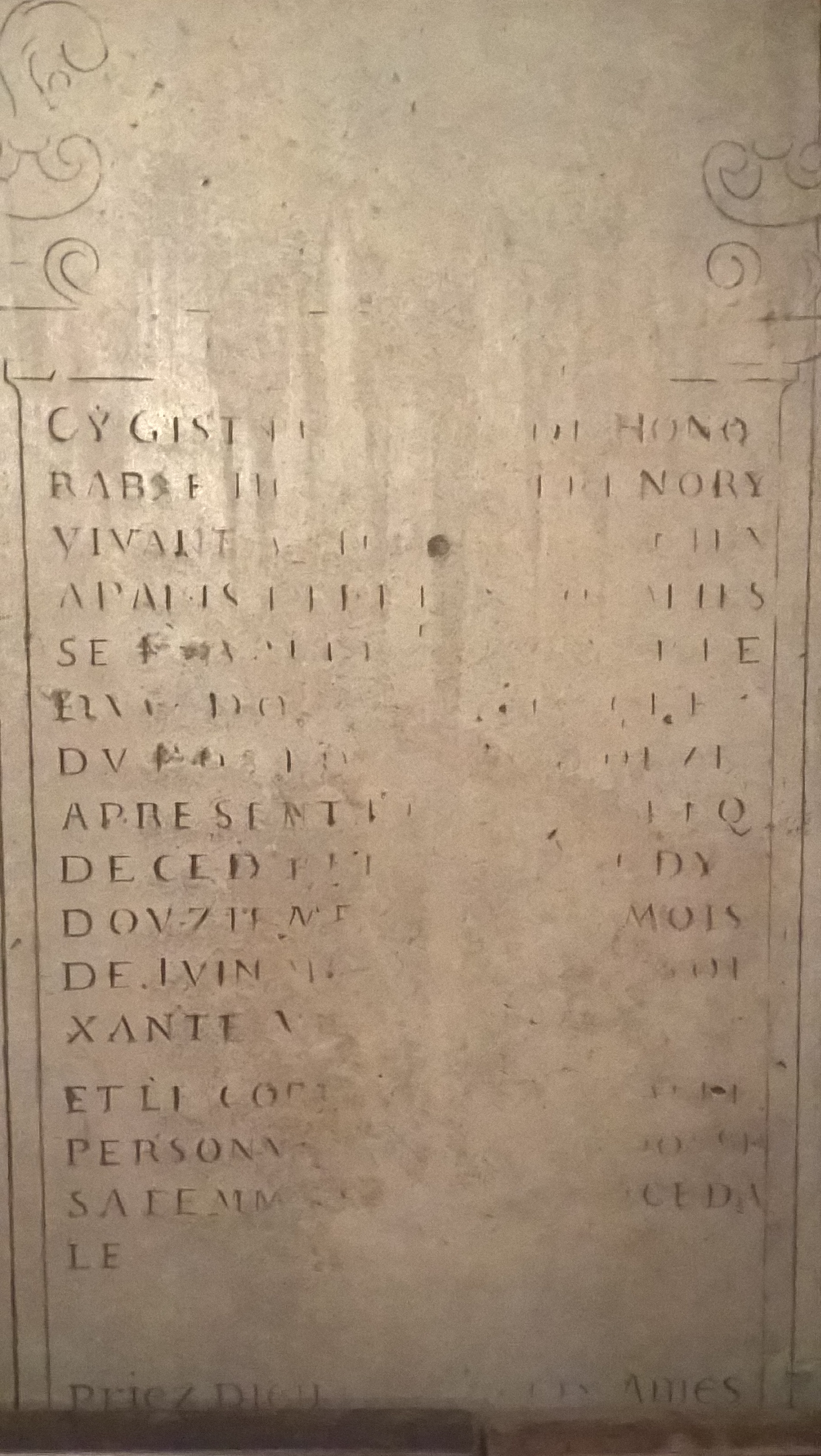
La dalle funéraire dites des « époux ».

### Tableau de l'Adoration des bergers
Dans l'enceinte de l'église, au niveau de la partie nord du chœur, et à gauche de son autel, se trouve un tableau, une huile sur toile, représentant une Vierge à l'Enfant, copie de la Vierge aux rochers de Léonard de Vinci. L'œuvre, une huile qui porte le titre « L'Adoration des bergers », est disposée sur une toile de 191 × 138 cm qui est entourée par un cadre en bois doré de 9,5 cm d'épaisseur et orné de moulures et de sculptures. Cette représentation religieuse, qui a été exécutée au cours du XVIIIe siècle par un artiste issue l'École française, a fait l'objet d'un inventaire général par le service des beaux-arts du département de la Seine, en 1880. Ultérieurement, en 1985, l'inventaire de cette peinture a été réactualisé.

Le tableau L'Adoration des bergers
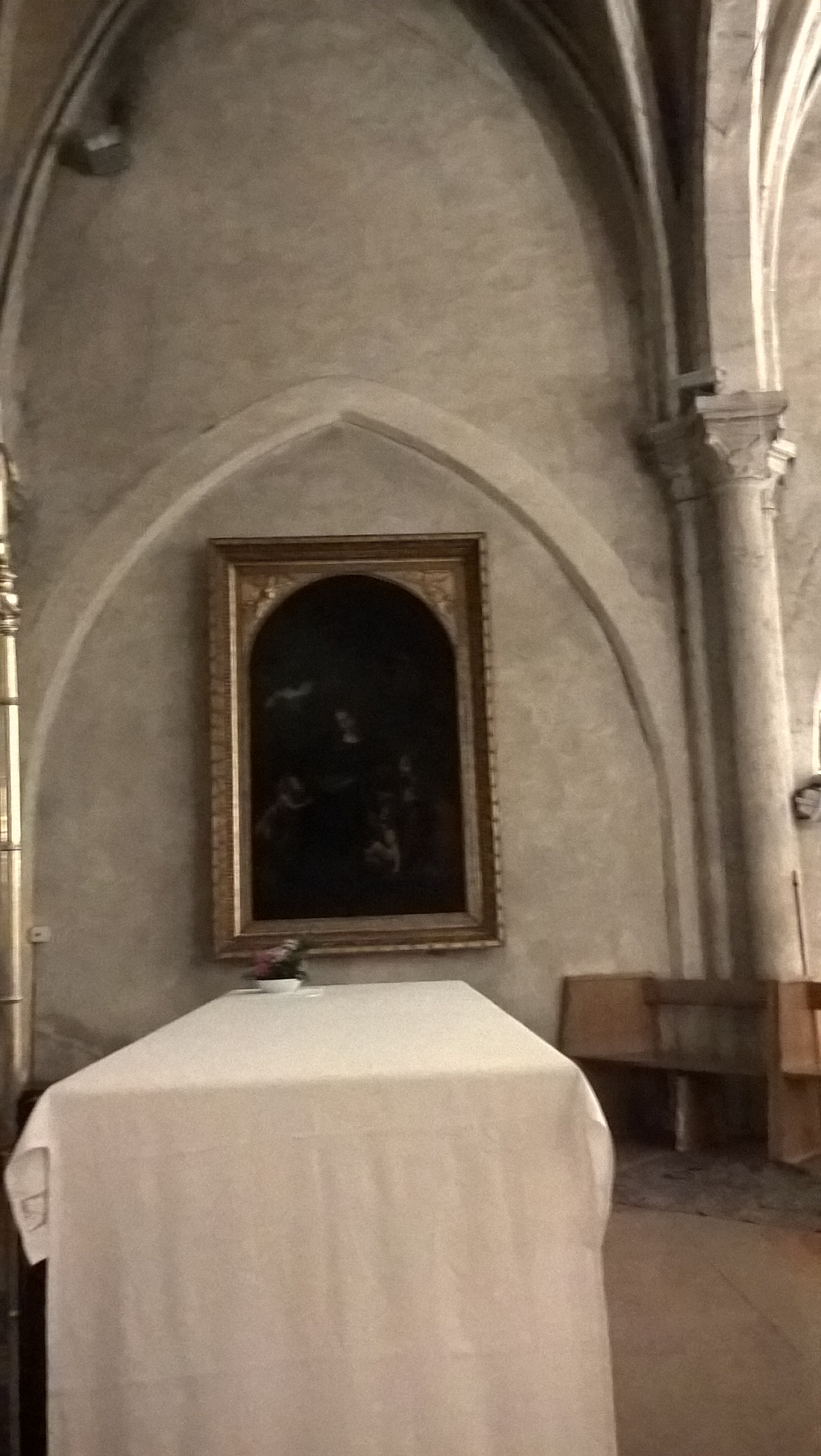
Le tableau, à droite de l'autel.
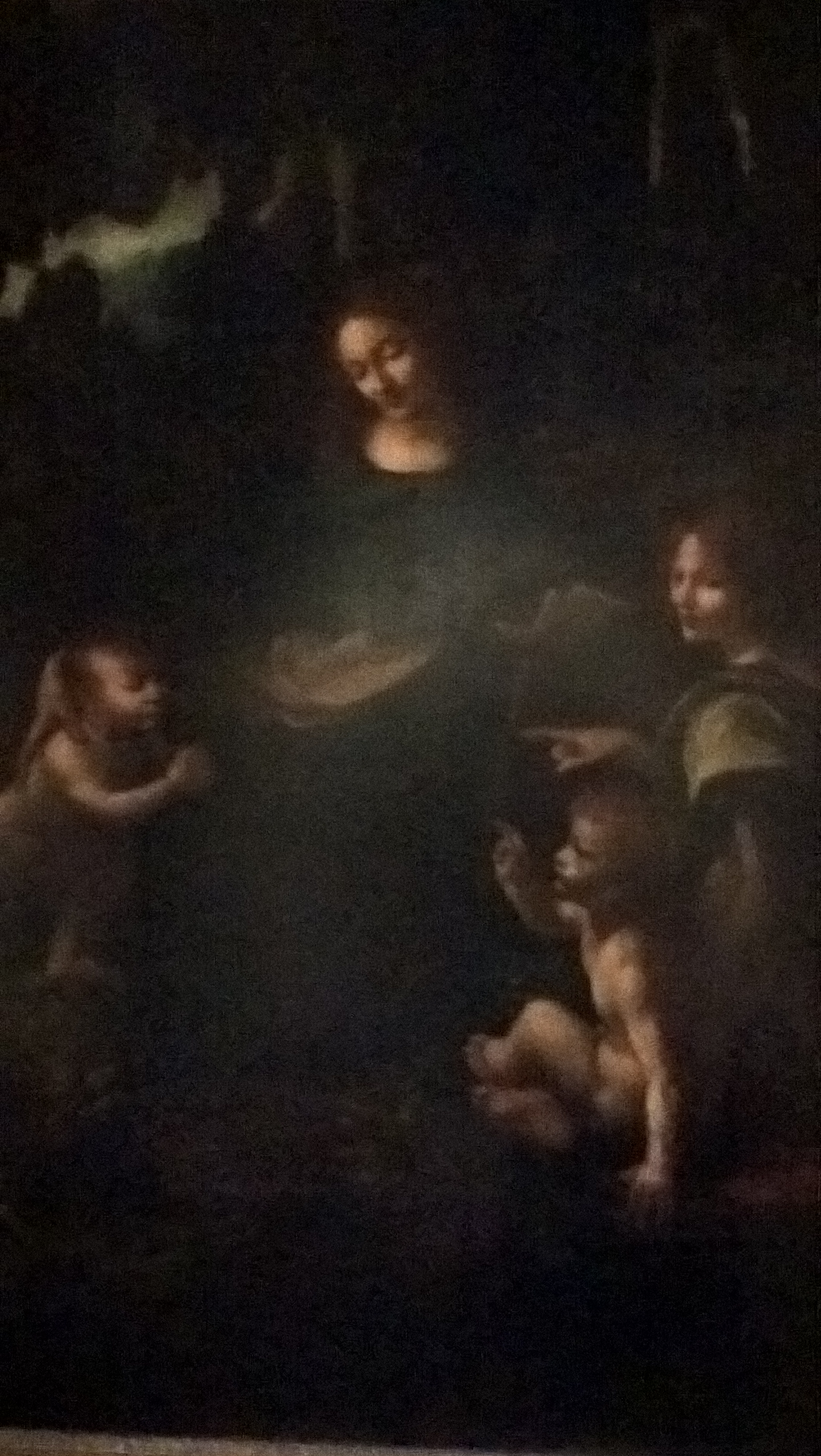
Gros plan.
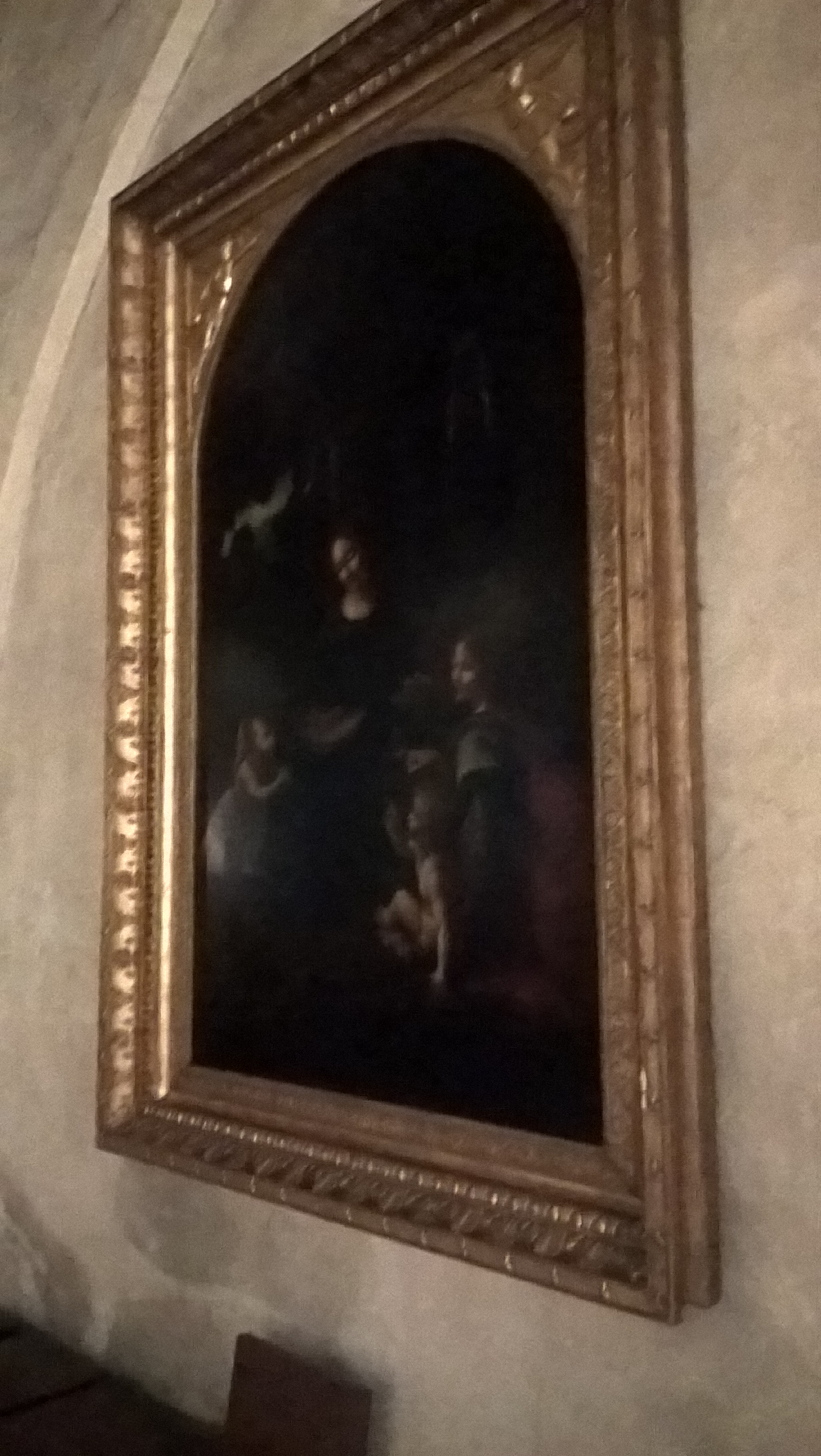
L'Adoration des bergers dans son cadre.